# Cratere Armiński
Armiński è un cratere lunare di 26,76 km situato nella parte sud-occidentale della faccia nascosta della Luna.
Il cratere è dedicato all'astronomo polacco Franciszek Armiński.

## Crateri correlati
Alcuni crateri minori situati in prossimità di Armiński sono convenzionalmente identificati, sulle mappe lunari, attraverso una lettera associata al nome.
| Armiński | Coordinate             | Diametro (in km) |
| -------- | ---------------------- | ---------------- |
| D        | 16°02′24″S 154°58′12″E | 11,24            |
| K        | 17°05′24″S 154°38′24″E | 20,05            |